# David Gordon (Schriftsteller)

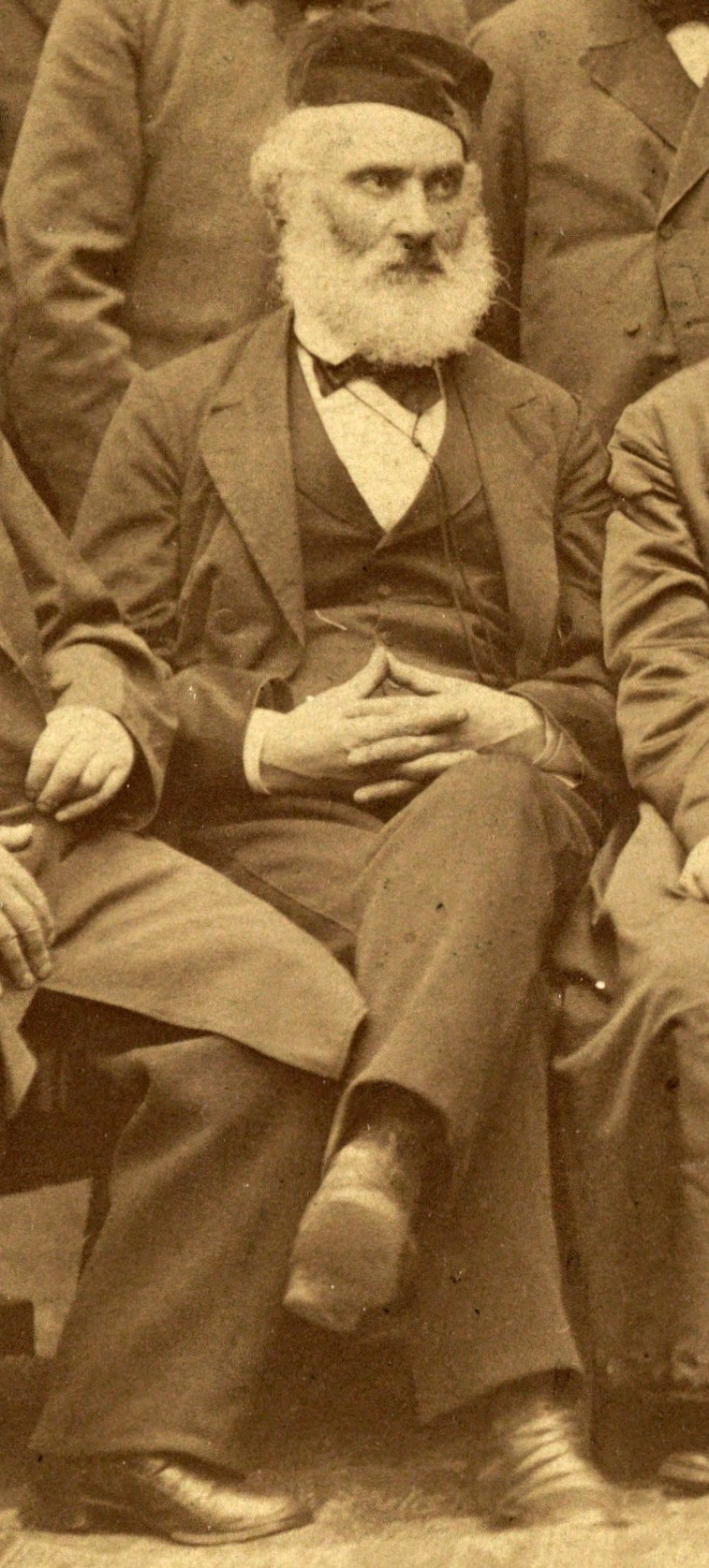
David Gordon, 1884

David Gordon (* 1826 oder 1831 bei Wilna; † 21. Mai 1886 in Lyck) war ein hebräischer Schriftsteller, Journalist und Herausgeber, Anhänger der Haskala und seit etwa 1860 einer der frühesten Unterstützer der zionistischen Bewegung Chibbat Zion. Zunächst einige Jahre Sprachlehrer in Liverpool, ließ er sich 1858 in Masurens Hauptstadt Lyck nieder, wo er viele Jahre für die hebräische Zeitung Ha-Magid, nach Silbermanns Tod als deren Herausgeber, arbeitete. Er reagierte mit Begeisterung auf die Publikation der Bücher von Zwi Hirsch Kalischer, Judah Alkalai und Moses Hess. Er übersetzte die Dialoghi d’amore von Jehuda Abravanel und die Reiseberichte des rumänisch-jüdischen Reisenden Benjamin II. ins Hebräische.